# Valentin Robu
Valentin Robu, né le 17 janvier 1967 à Săbăoani (Roumanie), est un rameur roumain, double médaillé olympique.

## Carrière
Pour ses premiers Jeux en 1988, Valentin Robu remporte une médaille d'argent en quatre avec barreur. Il remporte ensuite une médaille d'argent sur le huit aux Jeux de 1992.

## Palmarès

### Jeux olympiques
- Jeux olympiques d'été de 1992 à Barcelone ( Espagne) :
  -  médaille d'argent en huit
- Jeux olympiques d'été de 1988 à Séoul ( Corée du Sud) :
  -  médaille d'argent en quatre avec barreur

### Championnats du monde
- Championnats du monde d'aviron 1999 à Saint Catharines ( Canada) :
  -  médaille de bronze en quatre avec barreur
- Championnats du monde d'aviron 1998 à Cologne ( Allemagne) :
  -  médaille de bronze en huit
- Championnats du monde d'aviron 1997 à Aiguebelette-le-Lac ( France) :
  -  médaille d'argent en huit
- Championnats du monde d'aviron 1994 à Indianapolis ( États-Unis) :
  -  médaille d'or en quatre avec barreur
  -  médaille de bronze en huit
- Championnats du monde d'aviron 1993 à Roudnice ( République tchèque) :
  -  médaille d'argent en huit
- Championnats du monde d'aviron 1991 à Vienne ( Autriche) 
  -  médaille d'argent en quatre avec barreur
- Championnats du monde d'aviron 1989 à Bled ( Yougoslavie) :
  -  médaille d'or en quatre avec barreur

### Universiade
- Universiade d'été de 1989 à Duisbourg ( Allemagne de l'Est) :
  -  médaille d'or en quatre avec barreur
- Universiade d'été de 1987 à Zagreb ( Yougoslavie) :
  -  médaille d'or en quatre avec barreur

## Vie privée
Il est le mari de la rameuse Doina Robu et le beau-frère du rameur Ioan Șnep.